# Macquarie Group
Pour les articles homonymes, voir Macquarie.
Macquarie Group est une institution financière australienne offrant des services de financement, de conseil financier, d’investissement et de gestion de fonds. Elle est cotée à la Bourse de Sydney et fait partie de l'indice S&P/ASX 50.
Macquarie est le leader mondial de l'investissement dans la classe d'actifs des infrastructures.

## Histoire
Macquarie fut fondé en Australie le 10 décembre 1969, à l'epoque sous le nom Hill Samuel Australia Limited, en tant que filiale de la banque britannique Hill Samuel (en) .
En mai 2008, Nicholas Moore remplace Allan Moss en tant que Directeur Général.
En avril 2017, Macquarie Group acquiert Green Investment Bank (en) auprès du gouvernement britannique pour 2,3 milliards de livres.

## Activité
L'entreprise est basée à Sydney et possède des bureaux dans les principaux centres financiers à travers le monde, où le groupe rassemble plus de 14 300 employés. La banque d'affaires Macquarie est numéro un du marché des fusions-acquisitions (M&A) en Australie. Le siège social européen de Macquarie est situé à la City de Londres, à Ropemaker Street.

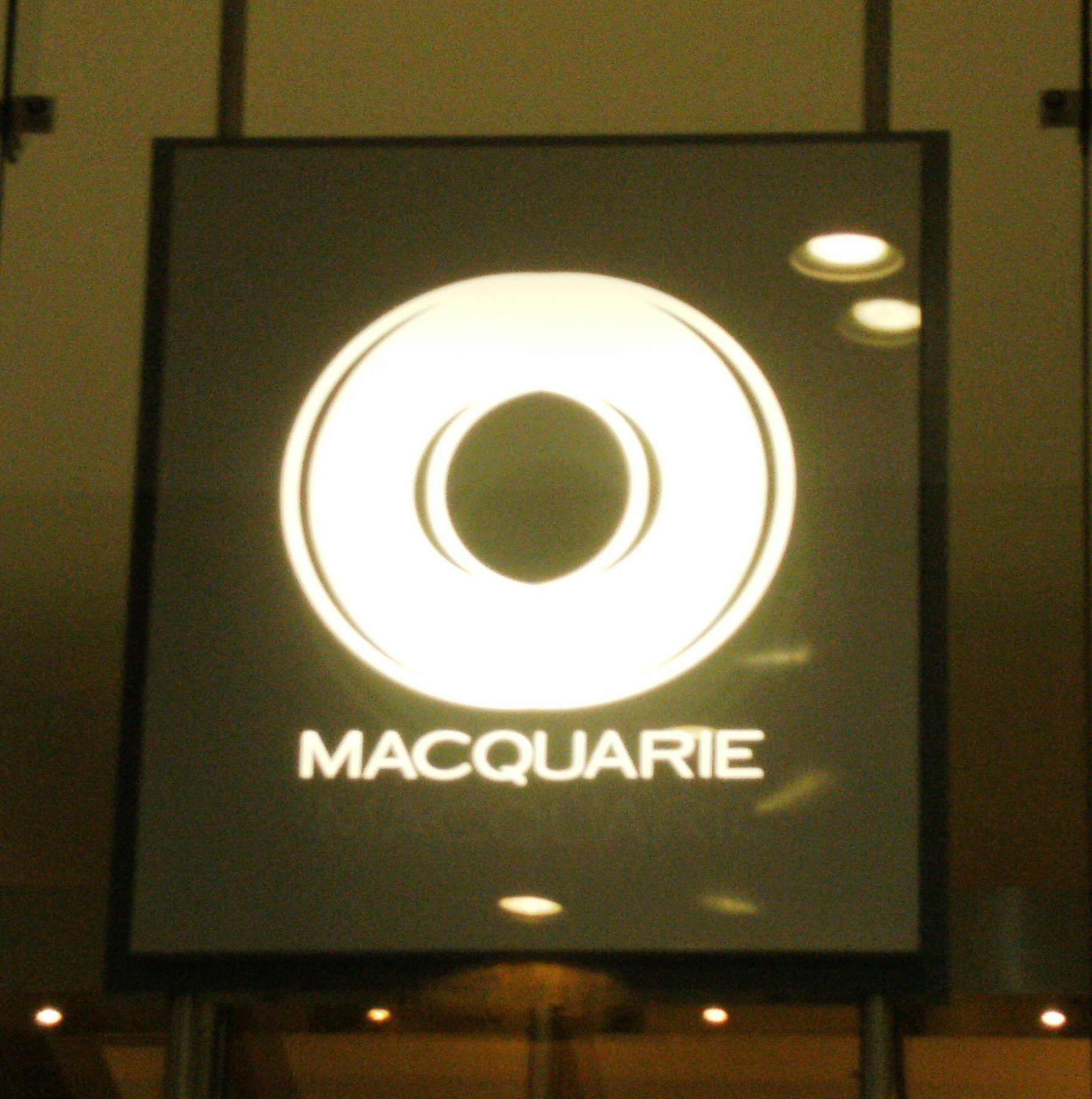
Logo de Macquarie

Macquarie est surtout connu pour être le gestionnaire de fonds infrastructure (aéroport, autoroutes, eau, ...) avec les encours sous gestion les plus importants dans le monde, avec $104 milliards gérés par la division Macquarie Infrastructure and Real Assets (MIRA). 
Parmi ses actifs sous gestion en Europe, on compte le réseau de distribution d'eau Thames Water au Royaume-Uni, plusieurs aéroports dont Brussels Airport et Copenhague, des parcs éoliens, des centrales thermiques au gaz en Angleterre et au Pays de Galles. Le groupe est également très présent dans l'investissement agricole, l'immobilier et l'énergie. 
En France, Macquarie gère une participation de 50% dans le groupe autoroutier Paris-Rhin-Rhône (APRR), et de 64% dans Pisto Group Infra, premier groupe français indépendant de stockage et logistique de produits pétroliers .
En mai 2019, Macquarie annonce des profits net après impôts de 3 milliards de dollars australiens (1,8 milliard d'euros) pour l'exercice se terminant le 31 mars 2019.

## Structure
Macquarie s'articule autour de 6 divisions :
- Macquarie Asset Management
- Corporate and Asset Finance Group (CAF)
- Banking and Financial Services Group
- Macquarie Securities Group
- Macquarie Capital (MacCap)
- Commodities and Financial Markets.